# Lecania toninioides
Lecania toninioides är en lavart som beskrevs av Zahlbr. Lecania toninioides ingår i släktet Lecania och familjen Ramalinaceae.   Inga underarter finns listade i Catalogue of Life.